# Thessalia koebeli
Thessalia koebeli är en fjärilsart som beskrevs av Gunder 1927. Thessalia koebeli ingår i släktet Thessalia och familjen praktfjärilar. Inga underarter finns listade i Catalogue of Life.